# Szymanowski (album Marka Szlezera)
Szymanowski albo Szymanowski. Muzyka fortepianowa lub Karol Szymanowski: Piano Music – album Marka Szlezera z recitalem fortepianowym kompozycji Karola Szymanowskiego, wydany w czerwcu 2018 przez Dux (nr kat. DUX 1367). Nominacja do Fryderyka 2019 w kategorii «Album Roku – Recital Solowy».

## Lista utworów
- 9 Preludiów op.1:
  - 1. Preludium h-moll nr 1: Andante ma non troppo
  - 2. Preludium d-moll nr 2: Andante con moto
  - 3. Preludium Des-dur nr 3: Andantino
  - 4. Preludium nr 4 b-moll: Andantino con moto
  - 5. Preludium nr 5 d-moll: Allegro molto - Impetuoso
  - 6. Preludium nr 6 a-moll: Lento - Mesto
  - 7. Preludium nr 7 c-moll: Moderato
  - 8. Preludium nr 8 es-moll: Andante ma non troppo
  - 9. Preludium nr 9 b-moll: Lento - Mesto
- 10. Preludium cis-moll
- 4 Etiudy op.4:
  - 11. Allegro moderato
  - 12. Allegro molto
  - 13. Andante
  - 14. Allegro
- Preludium i fuga cis-moll
  - 15. Preludium
  - 16. Fuga
- Wariacje h-moll na polski temat ludowy op.10:
  - 17. Andante doloroso rubato
  - 18. Tema. Andantino semplice
  - 19. Var.I: Meno mosso
  - 20. Var.II: Agitato
  - 21. Var.III: Lento. Mesto ma poco agitato
  - 22. Var.IV: Allegro molto agitato
  - 23. Var.V: Andantino
  - 24. Var.VI: Andante dolcissimo
  - 25. Var.VII: Piu mosso
  - 26. Var.VIII: Marcia funebre
  - 27. Var.IX: Piu mosso (Allegro)
  - 28. Var.X: Finale. Allegro vivo